# Casa Vanoni
Pour les articles homonymes, voir Vanoni.
La casa Vanoni est un bâtiment historique de la ville de Milan en Italie.

## Histoire
Le bâtiment est conçu par l'architecte italien Achille Manfredini. Les travaux de construction, commencés en 1907, sont achevés en 1908.

## Description
Le palais, qui se développe sur quatre niveaux plus une mansarde, se situe au long de la via Spadari entre la casa Ferrario et la casa Giovini.
Il constitue un des exemples de liberty milanais. Il se distingue pour ses décorations élaborées, notamment son balcon décoré par un garde-corps en fer forgé. Un fronton curviligne dans lequel sont insérés des têtes de lion surmonte la façade, divisée en trois parties par un ordre géant de piliers.

## Galerie d'images

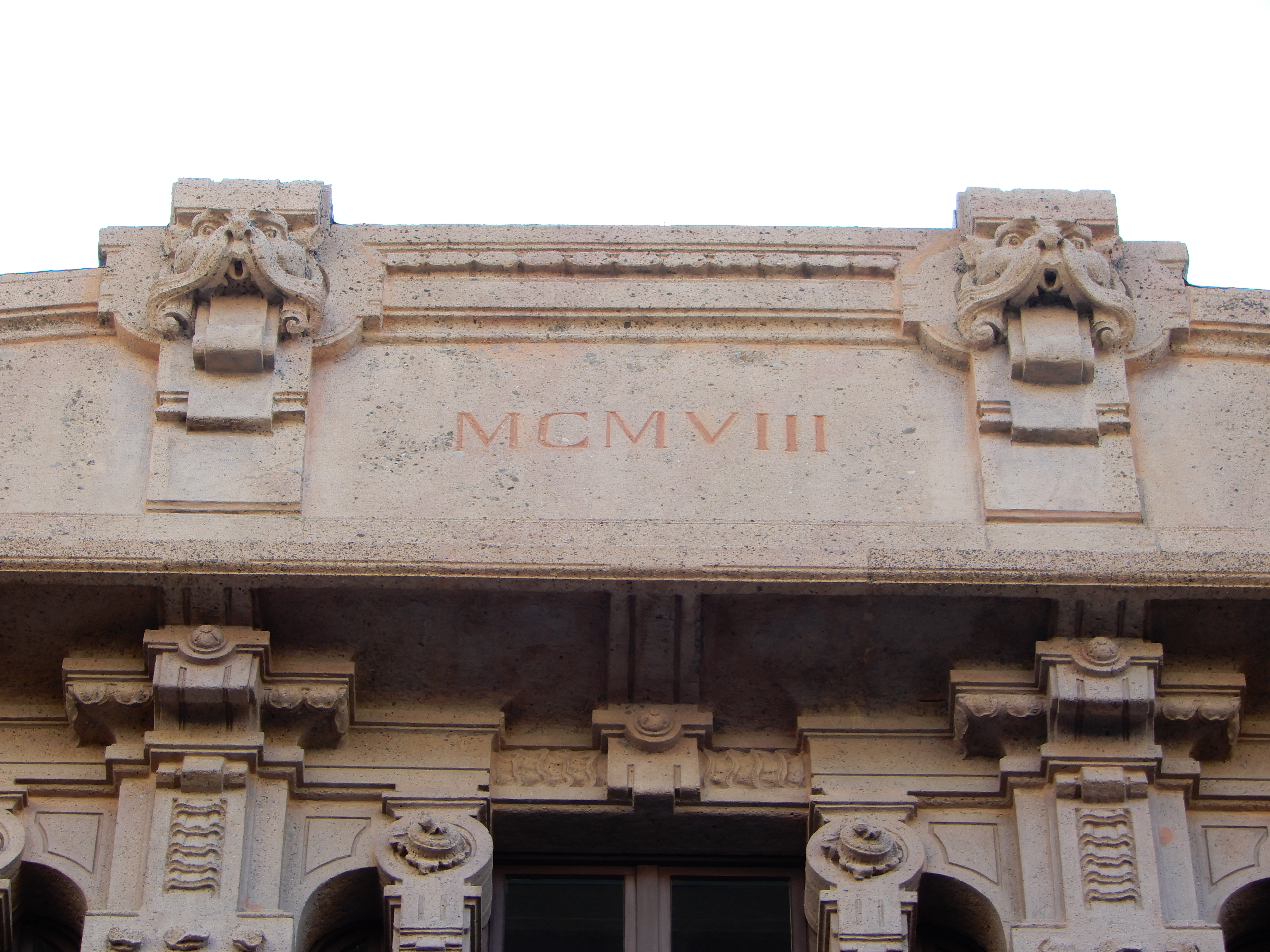
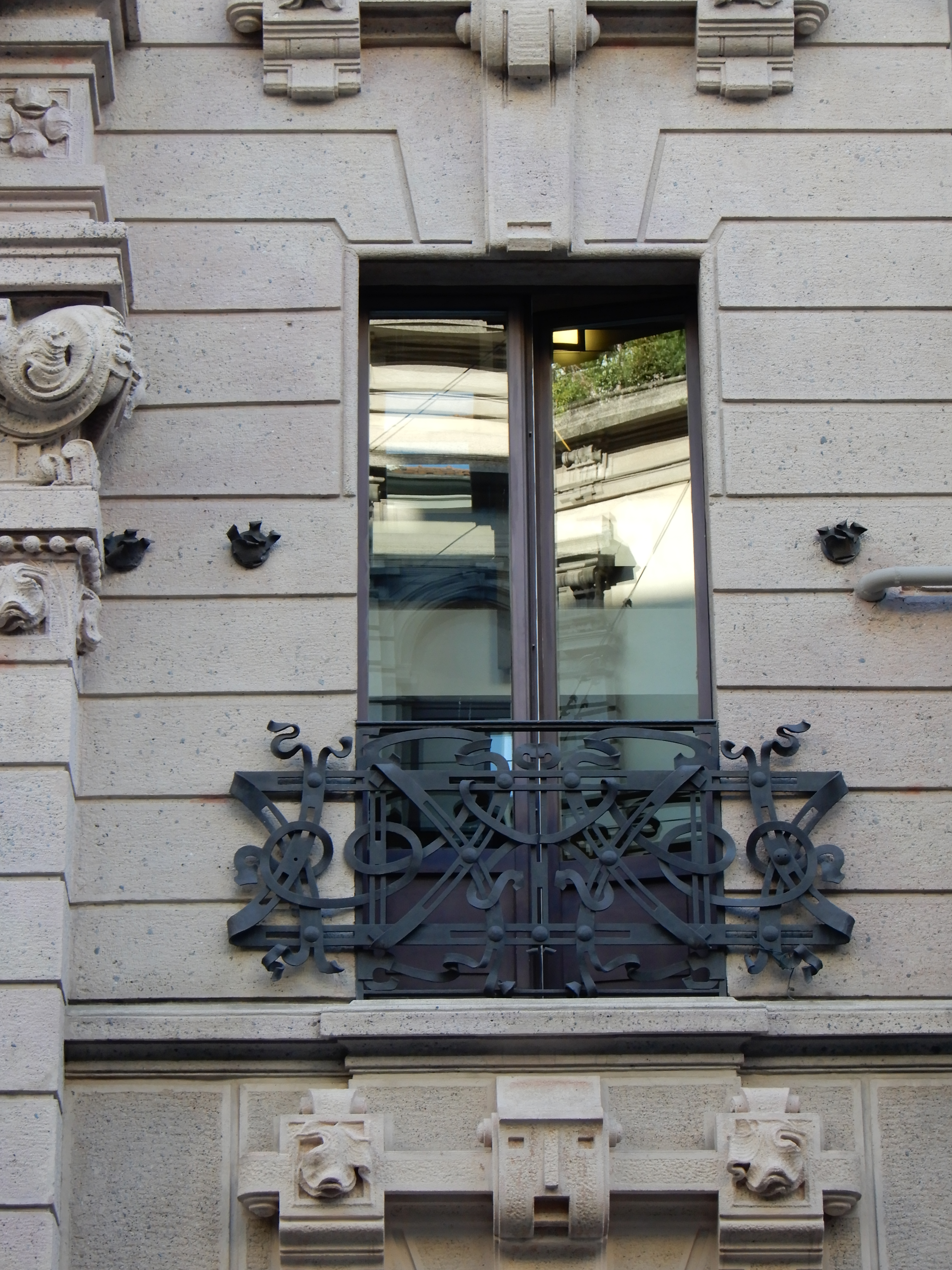
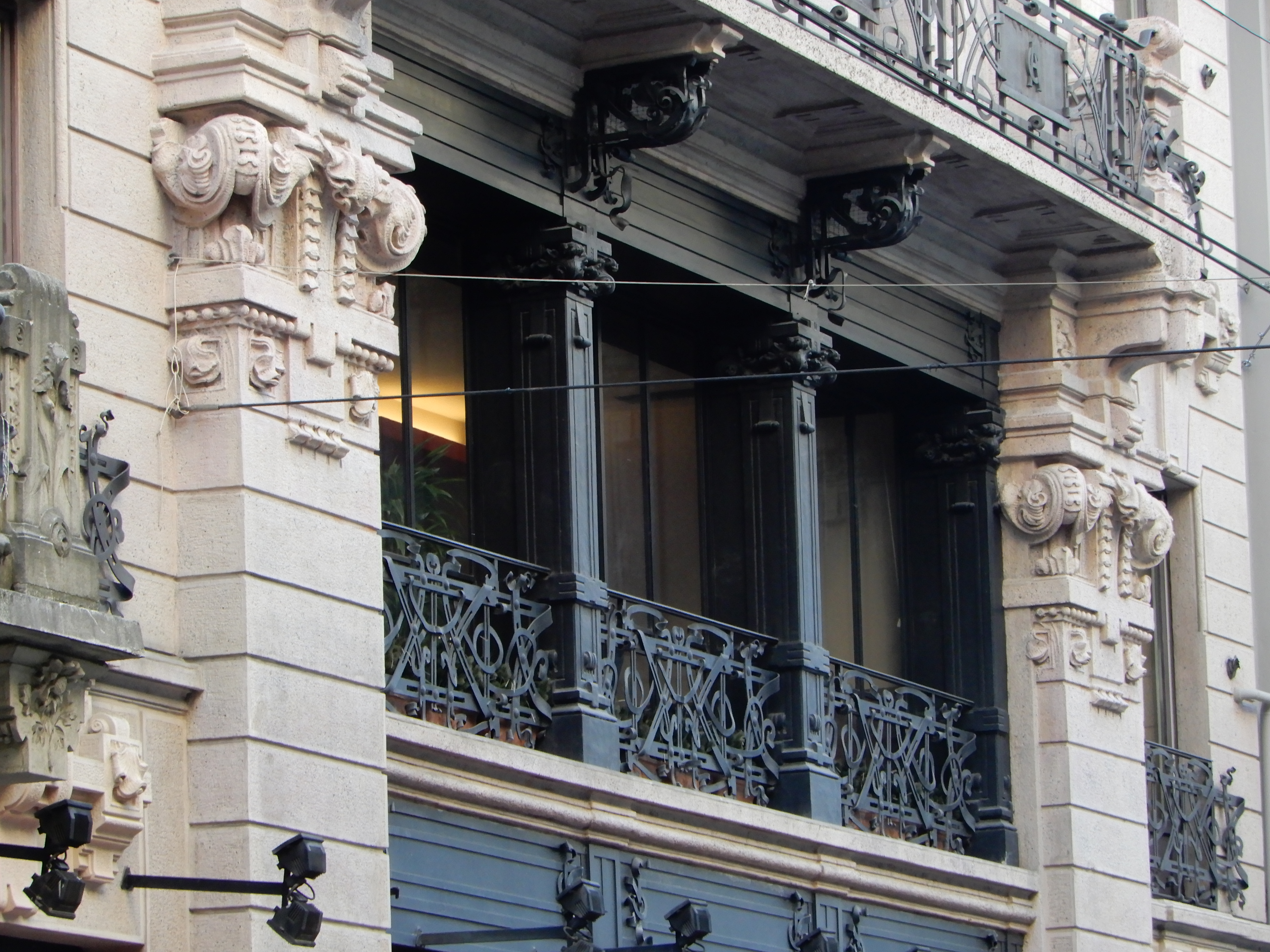